# Danny Philip
Pour les articles homonymes, voir Philip.
Danny Philip (né le 5 août 1953 à Lokuru, Rendova, Province occidentale des Îles Salomon) est un homme d'État et diplomate salomonais. Il fut Premier ministre des Îles Salomon du 25 août 2010 au 16 novembre 2011.

## Biographie
Il enseigna l'anglais avant d'être élu député au Parlement national en 1984. Il remporta quatre mandats consécutifs, représentant sa circonscription natale, et prit la tête du Parti progressiste populaire de 1997 à 2000. Il fut ministre des Affaires étrangères à deux reprises. Il perdit son siège aux élections législatives de 2001, mais fut élu à nouveau en 2010, après avoir fondé un nouveau parti : le Parti démocrate réformé. Il brigua alors le poste de premier ministre, qu'il obtint grâce au soutien de vingt-six des cinquante députés (lui-même compris), face à Steve Abana qui fut soutenu par vingt-trois députés,,.
Malgré une faible majorité parlementaire, il parvint à conserver le pouvoir jusqu'en novembre 2011, lorsque les défections de cinq ministres et de sept simples députés l'obligèrent à démissionner, plutôt que de faire face à une motion de censure. Il démissionna le 11 novembre, mais assura l'intérim jusqu'à l'élection d'un nouveau premier ministre, Gordon Darcy Lilo, par les députés le 16 novembre,.
Il conserve son siège de député aux élections législatives de novembre 2014, cette fois sous l'étiquette du nouveau Parti démocrate uni.